# Natanael (futebolista)
Natanael Batista Pimenta (Campina Grande, 25 de dezembro de 1990), conhecido por Natanael, é um futebolista brasileiro que joga como lateral-esquerdo. Atualmente está no Avaí.

## Carreira
Revelado pelo Operário FC, onde ficou até 2010, quando acertou com o Serra. Titular do Cuiabá desde 2011, Natanael fechou contrato com o Atlético Paranaense em 19 de dezembro de 2013. Ele vinha sendo observado pelo Furacão desde o amistoso realizado entre os times, em junho do mesmo ano. 
Em 29 de julho Natanael assinou com o Ludogorets da Bulgária. O jogador também teve propostas de equipes da Rússia e de Portugal. A opção pelo Ludogorets teria sido pelo projeto apresentado.
No dia 02 de julho de 2019 o jogador foi anunciado como reforço do Sport Club Internacional, para ajudar nas campanhas da Copa do Brasil, Libertadores e Brasileirão.

## Títulos
Cuiabá
- Campeonato Matogrossense: 2011, 2013

Ludogorets Razgrad
- Campeonato Búlgaro: 2015–16, 2016–17, 2017–18, 2018–19
- Supercopa da Bulgária: 2018

Atlético Goianiense
- Campeonato Goiano: 2020

Avaí
- Campeonato Catarinense: 2025